# Département de Djékanou
Le département de Djékanou est un département de Côte d'Ivoire.